# (4490) Bambery
(4490) Bambery (1988 ND) – planetoida z grupy pasa głównego asteroid okrążająca Słońce w ciągu 2,69 lat w średniej odległości 1,93 j.a. Odkryta 14 lipca 1988 roku.